# Assens VD
| VD ist das Kürzel für den Kanton Waadt in der Schweiz. Es wird verwendet, um Verwechslungen mit anderen Einträgen des Namens Assens zu vermeiden. |

Assens ([asɑ̃], im einheimischen frankoprovenzalischen Dialekt [aˈsɛ(ː)]) ist eine politische Gemeinde im Distrikt Gros-de-Vaud des Kantons Waadt in der Schweiz. Zu Assens gehören die Ortschaften Bioley-Orjulaz und Malapalud.

## Geographie
Assens liegt auf 635 m ü. M., 10 km nördlich der Kantonshauptstadt Lausanne (Luftlinie). Das Haufendorf erstreckt sich auf dem Hochplateau des Gros de Vaud, am Nordwestrand der Höhe des Jorat, im Waadtländer Mittelland.
Die Fläche des 4,5 km² grossen Gemeindegebiets umfasst einen Abschnitt des leicht gewellten Hochplateaus des Gros de Vaud, der Kornkammer des Kantons Waadt. Der Gemeindeboden erstreckt sich von der Niederung der Mortigue nach Osten über die offene Landwirtschaftsfläche bis in das Waldgebiet Bois aux Allemands, in dem sich mit 692 m ü. M. der höchste Punkt von Assens befindet. Die östliche Abgrenzung bildet der in einem leicht in das Plateau eingetieften Tal fliessende Talent. Von der Gemeindefläche entfielen 1997 8 % auf Siedlungen, 10 % auf Wald und Gehölze und 82 % auf Landwirtschaft.
Zu Assens gehören einige Einzelhöfe sowie seit dem 1. Januar 2009 das Dorf Malapalud. Die Nachbargemeinden von Assens sind im Norden Echallens, im Nordosten Bottens, im Osten Bretigny-sur-Morrens, im Südosten Morrens, im Südwesten Etagnières und Boussens, im Westen Bettens und im Nordwesten Saint-Barthélemy.

## Bevölkerung
Mit 1703 Einwohnern (Stand 31. Dezember 2023) gehört Assens zu den kleineren Gemeinden des Kantons Waadt. Von den Bewohnern sind 91,8 % französischsprachig, 4,7 % deutschsprachig und 1,0 % italienischsprachig (Stand 2000). Die Bevölkerungszahl von Assens belief sich 1850 auf 356 Einwohner, 1900 auf 401 Einwohner. Nachdem die Bevölkerung bis 1970 auf 335 Personen abgenommen hatte, wurde eine rasante Bevölkerungszunahme mit einer Verdoppelung der Einwohnerzahl innerhalb von 30 Jahren beobachtet.
| Bevölkerungsentwicklung | Bevölkerungsentwicklung | Bevölkerungsentwicklung | Bevölkerungsentwicklung | Bevölkerungsentwicklung | Bevölkerungsentwicklung | Bevölkerungsentwicklung | Bevölkerungsentwicklung |
| ----------------------- | ----------------------- | ----------------------- | ----------------------- | ----------------------- | ----------------------- | ----------------------- | ----------------------- |
| Jahr                    | 1798                    | 1850                    | 1900                    | 1950                    | 1970                    | 2000                    |                         |
| Einwohner               | 276                     | 356                     | 401                     | 401                     | 335                     | 270                     |                         |

## Wirtschaft
Assens war bis in die zweite Hälfte des 20. Jahrhunderts ein vorwiegend durch die Landwirtschaft geprägtes Dorf. Heute haben der Ackerbau und der Obstbau nur noch eine untergeordnete Bedeutung in der Erwerbsstruktur der Bevölkerung. Nördlich des Ortes gibt es ein grosses Gartenzentrum. Am Talent befand sich eine Mühle. Seit den 1970er Jahren liessen sich mit der Schaffung einer Gewerbezone neue Unternehmen im Ort nieder, darunter Betriebe des Baugewerbes, ein Betrieb, der landwirtschaftliche Geräte herstellt, und eine Druckerei. In den letzten Jahrzehnten hat sich das Dorf auch zu einer Wohngemeinde entwickelt. Viele Erwerbstätige sind deshalb Wegpendler, die hauptsächlich im Grossraum Lausanne arbeiten.

## Verkehr
Die Gemeinde ist verkehrstechnisch gut erschlossen. Sie liegt an der Hauptstrasse 5 von Lausanne nach Yverdon-les-Bains. Am 2. Juni 1874 wurde der Streckenabschnitt Cheseaux-sur-Lausanne – Echallens der Schmalspurbahn Lausanne-Echallens-Bercher (LEB) mit einem Bahnhof in Assens in Betrieb genommen.

## Geschichte
Das Gemeindegebiet von Assens war schon früh besiedelt, was durch den Fund eines Grabhügels aus der Hallstattzeit und von frühmittelalterlichen Gräbern bezeugt ist. Die erste urkundliche Erwähnung des Ortes erfolgte 1002 unter dem Namen Astlegus. Später erschienen die Bezeichnungen Astens (1228), Astyens (1238) und Astiens (1291). Der Ortsname geht auf den burgundischen Personennamen Astila zurück und bedeutet bei den Leuten des Astila.
Assens war im Mittelalter unter mehreren Herren aufgeteilt. 1291 kam ein Teil an die Herrschaft Echallens, ein weiterer Teil unterstand der Herrschaft Goumoëns-le-Châtel. Nach den Burgunderkriegen kam das Dorf 1476 an die Vogtei Orbe-Echallens, die unter der gemeinen Herrschaft von Bern und Freiburg stand. Die Reformation konnte sich in Assens nur sehr langsam durchsetzen. Aufgrund eines Entscheides der Gemeinde (1619) blieb der Ort eine gemischte Pfarrei. Die Pfarrkirche wurde sowohl von Protestanten als auch von Katholiken genutzt. Selbst die in Lausanne ansässigen Katholiken kamen bis zur Waadtländer Revolution 1798 nach Assens zur Messe (darunter auch Jean-Jacques Rousseau). Nach dem Zusammenbruch des Ancien Régime gehörte Assens von 1798 bis 1803 während der Helvetik zum Kanton Léman, der anschliessend mit der Inkraftsetzung der Mediationsverfassung im Kanton Waadt aufging. 1798 wurde es dem Bezirk Echallens zugeteilt.
Am 1. Januar 2009 fusionierte die Nachbargemeinde Malapalud mit Assens, nachdem in einer Volksabstimmung das Projekt mit mehr als 90 Prozent Zustimmung gutgeheissen wurde.

## Sehenswürdigkeiten
Die Kirche Saint-Germain der bereits 1228 erwähnten Pfarrei gehörte nach 1453 der Abtei Abondance in Frankreich. Die einschiffige Kirche wurde um 1300 erbaut und 1454 umgestaltet, der Frontturm stammt von 1717. Sie besitzt gotische Wandmalereien, einen barocken Altar von 1650–54 und ein schmiedeeisernes Gitter (1696), das Schiff und Chor trennt. Die katholische Kirche wurde 1845 eingeweiht.

## Gemeindepartnerschaft
Seit 2002 ist Colombey-les-Deux-Églises in der französischen Region Grand Est Partnergemeinde von Assens.